# ريموندو مونتيكوكولي
ريموندو مونتيكوكولي (21 فبراير 1609 - 16 أكتوبر 1680) كان جندي إيطالي خدم لدى ملكية هابسبورغ شارك في حرب الثلاثين عاما والحرب الفرنسية الهولندية.